# Нгуен Ан Кхыонг
Нгуен Ан Кхыонг (вьет. Nguyễn An Khương; 1860, Биньдинь, Французский Индокитай — 1931) — вьетнамский писатель, землевладелец, деятель национально-освободительного движения, публицист, переводчик. Нгуен Ан Кхыонг перевёл множество произведений классической китайской литературы на куокнгы, в частности, «Троецарствие» и «Путешествие на Запад». Отец политического деятеля Вьетнама первой половины XX века, Нгуен Ан Ниня.

## Биография
Родился в 1860 году в провинции Биньдинь, Французский Индокитай.
В начале XX века был сторонником созданной Фан Бой Тяу политической организации «Общество обновления» (Duy Tân hội, Зюй тан хой; кит. 維新會). В Сайгоне открыл гостиницу, служившей революционной базой этого общества. Финансовыми средствами помогал движению «Донг Зу».